# Sandarne
Sandarne est une localité de Suède dans la commune de Söderhamn située dans le comté de Gävleborg.
Sa population était de 1 654 habitants en 2019.